# Ved fængslets port
Ved fængslets port er en dansk stumfilm fra 1911 produceret af Nordisk Films Kompagni og instrueret af August Blom. Manuskriptet er af den århusianske bibliotekar Erling Stensgaard (1876-1966) og hans hustru Ljut Stensgaard. Filmen er i genren "erotisk melodrama" og var i genrefamilie med en anden film af August Blom, Den farlige alder, også fra 1911. Filmen var Valdemar Psilanders debut hos Nordisk Film og en af selskabets mest succesfulde film.

## Handling
Valdemar Psilander spiller Aage Hellertz, søn af etatsrådinde Metha Hellertz (Augusta Blad). Han har forelsket sig i almuepigen Anna (Clara Wieth), datter af pengeudlåneren Hansen (Holger Hofman). Moren er meget imod dette forhold, til en pige der er under hans stand, så hun slår hånden af ham, hvorefter de to flytter sammen. Men Aage har en ødsel livsstil og låner penge af Hansen, og ender i stor gæld og da han til slut ikke mere kan se nogen udvej overvejere han først selvmord, men ombestemmer sig og forfalsker i stedet en check med morens underskrift og bruger den til at tilbagebetale sin gæld til Hansen. Senere fortæller han Anna hvad han har gjort. Hun tilskynder ham til at indrømme hans forfalskning over for moderen, men moderen afviser ham. Han sidder nu på en knejpe og drikker og beslutter sig for at stjæle nogle penge fra sin mor. 
Om natten sniger han sig ind i huset, bryder hendes chatol op og tager pengene fra skuffen, men han får alligevel dårlig samvittighed og lægger pengene tilbage. I mellemtiden er moren blevet vækket og når at se ham lægge pengene tilbage. Hun tilgiver sønnen og da en nabo kommer med en politibetjent sender hun dem væk. Moderen og sønnen går nu sammen op til Hansen – pengeudlåneren – for at få tilbagebetalt det udestående. Men i mellemtiden har Anna, hans kæreste og pengeudlånerens datter, også opsøgt Hansen og revet gældsbeviset fra ham og brændt det. Dette chokerer pengeudlåneren så meget at han dratter død om på stedet. Og det hele ender lykkeligt med at de tre bliver forenet, og moren acceptere deres forhold.

## Medvirkende
| Skuespiller             | Rolle                                    |
| ----------------------- | ---------------------------------------- |
| Augusta Blad            | etatsrådinde Metha Hellertz, enkefrue    |
| Valdemar Psilander      | Aage Hellertz, bankassistent, Methas søn |
| Clara Wieth             | Anna, Hansens datter                     |
| Holger Hofman           | Hansen, kellner og rentier               |
| Richard Christensen     | Bruun, Aages ven                         |
| H.C. Nielsen            | Block, Aages ven                         |
| Thora Meincke           | Stella, varietésangerinde                |
| Gudrun Bruun Stephensen | Didi, varietésangerinde                  |
| Frederik Jacobsen       |                                          |
| Elna From               |                                          |
| Julie Henriksen         | tjenestepige hos Fru Hellertz            |

## Titler
Alternative danske titler:
- Foran Fængslets Port
- Storstadens Fristelser

Udenlandske titler:
- eng. Temptations of a great city
- fr. Les tentations de la grande ville
- ty. Versuchungen der Grossstadt

## Restauration
Ved fængslets port er blevet restaureret i en ny digitaliseret udgave og genudgivet af Det Danske Filminstitut. Den nye udgave kommer i en DVD-samling der også inkluderer stumfilmen Dødsspring til Hest fra Cirkuskuplen (instruktør Eduard Schnedler-Sørensen, 1912).	